# Vólakas
Vólakas är en ort i Grekland.   Den ligger i prefekturen Nomós Drámas och regionen Östra Makedonien och Thrakien, i den nordöstra delen av landet, 400 km norr om huvudstaden Aten. Vólakas ligger 832 meter över havet och antalet invånare är 1 225.
Terrängen runt Vólakas är kuperad åt nordväst, men åt sydost är den bergig. Runt Vólakas är det ganska tätbefolkat, med 58 invånare per kvadratkilometer. Närmaste större samhälle är Prosotsáni, 15,1 km söder om Vólakas. Omgivningarna runt Vólakas är en mosaik av jordbruksmark och naturlig växtlighet.